# Cuidado con el ángel
Cuidado con el ángel (svenska: Var försiktig med ängeln) är en mexikansk telenovela från 2008, med Maite Perroni och William Levy i huvudrollerna.

## Rollista (i urval)
- Maite Perroni - María de Jesús "Marichuy" Velarde Santos
- William Levy - Juan Miguel San Román Bustos
- Helena Rojo - Cecilia Santos de Velarde
- Ana Patricia Rojo - Estefanía Rojas / Estefanía Velarde Santos
- Laura Zapata - Onelia Montenegro Vda. de Mayer
- Ricardo Blume - Patricio Velarde del Bosque
- Evita Muñoz - Candelaria Martínez
- Maya Mishalska - Blanca Silva Castro / Ivette Dorleak

### Fotnoter
1. ↑  ”Don't mess with an angel"” (på engelska). Televisa Internacional. http://www.televisainternacional.tv/productfront/sinopsis/productID/246/ol/5. Läst 13 september 2016.